# Xie Limei
Xie Limei, née le 27 juin 1986 au Hebei, est une athlète chinoise, qui pratique le triple saut.

## Carrière
Elle a remporté la médaille d'argent des championnats du monde junior en 2004 et l'or aux championnats d'Asie de 2005 et aux jeux asiatiques de 2006. Elle a également participé aux championnats du monde en salle en 2006, sans atteindre la finale.
Sa meilleure performance est un saut à 14.90 m, réalisé en septembre 2007 à Urumqi. Ce saut constitue l'ancien record d'Asie (battu par la Kazakhe Olga Rypakova en 2010 avec 15,25 m).

## Palmarès
| Date | Compétition                    | Lieu     | Résultat | Marque  |
| ---- | ------------------------------ | -------- | -------- | ------- |
| 2004 | Championnats du monde juniors  | Grosseto | 2e       | 13,77 m |
| 2005 | Championnats d'Asie            | Incheon  | 1re      | 14,38 m |
| 2006 | Jeux asiatiques                | Doha     | 1re      | 14,37 m |
| 2007 | Championnats du monde          | Osaka    | 6e       | 14,50 m |
| 2008 | Championnats du monde en salle | Valence  | 7e       | 14,13 m |
| 2008 | Jeux olympiques                | Pékin    | 9e       | 14,09 m |
| 2009 | Championnats du monde          | Berlin   | 7e       | 14,16 m |
| 2010 | Championnats du monde en salle | Doha     | 6e       | 14,03 m |
| 2010 | Jeux asiatiques                | Canton   | 2e       | 14,18 m |

## Sources
- (en) Cet article est partiellement ou en totalité issu de l’article de Wikipédia en anglais intitulé « Xie Limei » (voir la liste des auteurs).